# Hubert Fontaine
 (juin 2022).
Si vous disposez d'ouvrages ou d'articles de référence ou si vous connaissez des sites web de qualité traitant du thème abordé ici, merci de compléter l'article en donnant les références utiles à sa vérifiabilité et en les liant à la section « Notes et références ».
Pour les articles homonymes, voir Fontaine.
Hubert Fontaine, dit Hubert le Jardinier, né le 1er mai 1956 au Chesne (France), est un animateur de radio français spécialisé dans le jardinage.

## Biographie
Il est fils de paysan ardennais. Intervenant sur les ondes et collaborateur aux pages courrier de Rustica, Hubert est devenu le jardinier de sa région, la Champagne-Ardenne. Après des études d'horticulture à Douai-Wagonille et une carrière dans les jardineries, il cesse de fumer... et dépense toute son énergie dans son jardin ! Cette activité l'a orienté vers des techniques plus respectueuses de l'environnement. Il a eu envie de partager, au travers de ses émissions de radio, ses multiples expérimentations.
Il est animateur sur France Bleu Champagne.
Depuis septembre 2008, il présente avec Christelle Lapierre l'émission L'atelier cuisine et jardinage du lundi au vendredi de 10h à 11h. Il a présenté Plein Pot sur France 3 Lorraine Champagne-Ardenne (et France 3 Sat) de mars 2006 à juin 2008.
Depuis 2009, il anime la partie vidéo web du magazine Rustica.
Enfin, il est chroniqueur hebdomadaire (le dimanche) dans L'Union, L'Est-Éclair et Paris-Normandie et collabore aux magazines : Rustica hebdo, Plaisir du potager, Jardiner Bio, RCA mag.